# Turhan Bey
Turhan Bey, nato Turhan Gilbert Selahattin Şahultavy (Vienna, 30 marzo 1922 – Vienna, 30 settembre 2012), è stato un attore austriaco.

## Biografia
Figlio di un diplomatico turco e di un'ebrea cecoslovacca, dopo l'annessione dell'Austria alla Germania nazista, nel 1940 la sua famiglia si spostò negli Stati Uniti e Bey studiò presso la Pasadena Playhouse a Pasadena (California), debuttando nel cinema nel 1941.
Dopo una serie di ruoli minori in alcuni B Movie, Bey si affermò in una serie di pellicole d'avventura che lo videro protagonista accanto all'attrice dominicana María Montez. I due recitarono insieme in sette film, Raiders of the Desert (1941), Le mille e una notte (1942), Selvaggia bianca (1943), Alì Babà e i quaranta ladroni (1944), Due gambe... un milione (1944), La nave della morte (1944) e La schiava del Sudan (1945), nei quali Bey si impose al grande pubblico come primattore dagli aggraziati ed esotici lineamenti.
Nella seconda metà degli anni quaranta la carriera di Bey imboccò la parabola discendente e, dopo un ultimo ruolo nell'avventuroso La spada del deserto (1953), l'attore lasciò Hollywood e fece ritorno in Europa, dove proseguì la carriera artistica come regista teatrale e fotografo.
Solo all'inizio degli anni novanta riapparve sugli schermi americani, lavorando in alcune produzioni televisive di successo quali La signora in giallo (1994) e Babylon 5 (1995-1998).
Morì il 30 settembre 2012, all'età di novant'anni, per le conseguenze della malattia di Parkinson.

## Filmografia

### Cinema
- Shadow on the Stairs, regia di D. Ross Lederman (1941)
- Passi nel buio (Footsteps in the Dark), regia di Lloyd Bacon (1941)
- Raiders of the Desert, regia di John Rawlins (1941)
- Burma Convoy, regia di Noel M. Smith (1941)
- The Gay Falcon, regia di Irving Reis (1941)
- Bombay Clipper, regia di John Rawlins (1942)
- Unseen Enemy, regia di John Rawlins (1942)
- The Falcon Takes Over, regia di Irving Reis (1942) (non accreditato)
- Danger in the Pacific, regia di Lewis D. Collins (1942)
- Junior G-Men of the Air, regia di Lewis D. Collins e Ray Taylor (1942)
- Drums of the Congo, regia di Christy Cabanne (1942)
- Destination Unknown, regia di Ray Taylor (1942)
- The Mummy's Tomb, regia di Harold Young (1942)
- Le mille e una notte (Arabian Nights), regia di John Rawlins (1942)
- The Adventures of Smilin' Jack, regia di Lewis D. Collins e Ray Taylor (1943)
- Selvaggia bianca (White Savage), regia di Arthur Lubin (1943)
- Captive Wild Woman, regia di Edward Dmytryk (1943) (voce, non accreditato)
- Le spie (Background to Danger), regia di Raoul Walsh (1943)
- Crazy House, regia di Edward F. Cline (1943)
- The Mad Ghoul, regia di James P. Hogan (1943)
- Alì Babà e i quaranta ladroni (Ali Baba and the Forty Thieves), regia di Arthur Lubin (1944)
- La stirpe del drago (Dragon Seed), regia di Harold S. Bucquet e Jack Conway (1944)
- La voce magica (The Climax), regia di George Waggner (1944)
- Due gambe... un milione (Bowery to Broadway), regia di Charles Lamont (1944)
- La nave della morte (Follow the Boys), regia di A. Edward Sutherland (1944)
- La città proibita (Frisco Sal), regia di George Waggner (1945)
- La schiava del Sudan (Sudan), regia di John Rawlins (1945)
- Notte di paradiso (Night in Paradise), regia di Arthur Lubin (1946)
- Fulmini a ciel sereno (Out of the Blue), regia di Leigh Jason (1947)
- Le avventure di Casanova (Adventures of Casanova), regia di Roberto Gavaldón (1948)
- The Amazing Mr. X, regia di Bernard Vorhaus (1948)
- Parole, Inc., regia di Alfred Zeisler (1948)
- Il canto dell'India (Song of India), regia di Albert S. Rogell (1949)
- La spada del deserto (Prisoners of the Casbah), regia di Richard L. Bare (1953)
- Healer, regia di John G. Thomas (1994)
- Possessed by the Night, regia di Fred Olen Ray (1994)
- The Skateboard Kid II, regia di Andrew Stevens (1995)
- Virtual Combat (Grid Runner), regia di Andrew Stevens (1995)

### Televisione
- SeaQuest DSV - serie TV, 1 episodio (1993)
- La signora in giallo (Murder, She Wrote) - serie TV, episodio 11x13 (1995)
- VR.5 - serie TV, 1 episodio (1995)
- The Visitor - serie TV, 1 episodio (1997)
- Babylon 5 - serie TV, 2 episodi (1995-1998)

## Doppiatori italiani
- Gualtiero De Angelis in Le mille e una notte
- Manlio Busoni in Selvaggia bianca
- Giuseppe Rinaldi in Alì Babà e i quaranta ladroni
- Giulio Panicali in La voce magica
- Giorgio Capecchi in Il canto dell'India
- Dante Biagioni in La signora in giallo